# Ryan Parent
Ryan Parent (* 17. März 1987 in Prince Albert, Saskatchewan) ist ein ehemaliger kanadischer Eishockeyspieler und derzeitiger -trainer, der im Verlauf seiner aktiven Karriere zwischen 2003 und 2016 unter anderem 133 Spiele für die Philadelphia Flyers und Vancouver Canucks in der National Hockey League (NHL) auf der Position des Verteidigers bestritten hat. Darüber hinaus absolvierte Parent, der nach seinem Karriereende als Trainer tätig wurde, weitere 282 Partien in der American Hockey League (AHL).

## Karriere
Parent begann seine Karriere bei den Guelph Storm in der Ontario Hockey League (OHL) und gewann mit dem Team in seinem Rookiejahr den J. Ross Robertson Cup der Liga, bevor er beim NHL Entry Draft 2005 als 18. Spieler in der ersten Runde von den Nashville Predators aus der National Hockey League (NHL) ausgewählt wurde. Während der Saison 2005/06 wechselte der Verteidiger zu Nashvilles Farmteam, den Milwaukee Admirals, aus der American Hockey League (AHL). Zu einem Einsatz in der NHL reichte es jedoch vorerst noch nicht. Nach den Playoffs in der AHL kehrte Parent zu den Guelph Storm zurück.
Zurück ins Gespräch kam Parent am 15. Februar 2007, als der Kanadier zusammen mit Scottie Upshall sowie zwei Draftpicks für den NHL Entry Draft 2007 im Tausch gegen Peter Forsberg zu den Philadelphia Flyers transferiert wurde, die den Abwehrspieler zunächst hauptsächlich bei ihren tiefklassigen Farmteams einsetzten. Im Juni 2010 wurde er zunächst zu den Nashville Predators zurück transferiert, die ihn im Oktober 2010 an die Vancouver Canucks abgaben. Die Saison 2010/11 begann er mit vier Spielen für die Canucks in der NHL, anschließend wurde er zu den Manitoba Moose in die AHL geschickt. Die Zeit zwischen 2012 und 2014 verbrachte der Kanadier mit Unterbrechungen bei den Norfolk Admirals in der AHL, erhielt im Januar 2013 aber einen Vertrag von den Anaheim Ducks, ohne jedoch vom Team in der NHL eingesetzt zu werden.
Nachdem Parent vor der Saison 2014/15 zunächst keinen neuen Arbeitgeber gefunden hatte, schloss er sich im Dezember desselben Jahres den Ontario Reign aus der ECHL ein, die ihn im restlichen Saisonverlauf zweimal in die AHL an die St. John’s IceCaps und Wilkes-Barre/Scranton Penguins ausliehen. Die Penguins verpflichteten ihn schließlich im Januar 2016 fest und setzten ihn bis zum Ende der Spielzeit ein. Anschließend beendete der 29-Jährige seine aktive Karriere vorzeitig. Nach einer zweijährigen Auszeit wurde Parent zum Spieljahr 2018/19 von den Binghamton Devils aus der AHL als Assistenztrainer verpflichtet. Durch die Umsiedlung des Franchises füllte Parent den Posten ab der Saison 2021/22 bei den Utica Comets aus.

### International
Bei den U20-Junioren-Weltmeisterschaften der Jahre 2006 und 2007 gewann Ryan Parent jeweils die Goldmedaille mit der kanadischen U20-Nationalmannschaft.

## Erfolge und Auszeichnungen
- 2004 J.-Ross-Robertson-Cup-Gewinn mit den Guelph Storm
- 2005 Teilnahme am CHL Top Prospects Game
- 2006 OHL Second All-Star-Team
- 2007 OHL Second All-Star-Team

### International
- 2004 Goldmedaille bei der World U-17 Hockey Challenge
- 2005 Silbermedaille bei der U18-Junioren-Weltmeisterschaft
- 2006 Goldmedaille bei der U20-Junioren-Weltmeisterschaft
- 2007 Goldmedaille bei der U20-Junioren-Weltmeisterschaft

## Karrierestatistik

### International
Vertrat Kanada bei:
- World U-17 Hockey Challenge 2004
- U18-Junioren-Weltmeisterschaft 2005
- U20-Junioren-Weltmeisterschaft 2006
- U20-Junioren-Weltmeisterschaft 2007

(Legende zur Spielerstatistik: Sp oder GP = absolvierte Spiele; T oder G = erzielte Tore; V oder A = erzielte Assists; Pkt oder Pts = erzielte Scorerpunkte; SM oder PIM = erhaltene Strafminuten; +/− = Plus/Minus-Bilanz; PP = erzielte Überzahltore; SH = erzielte Unterzahltore; GW = erzielte Siegtore; 1 Play-downs/Relegation; Kursiv: Statistik nicht vollständig)